# Orthosie (księżyc)
Orthosie (Jowisz XXXV) – mały księżyc Jowisza, odkryty w 2001 roku przez grupę astronomów z Uniwersytetu Hawajskiego, kierowaną przez Scotta Shepparda.

## Nazwa
W mitologii greckiej Ortosia była jedną z Hor, córek Zeusa i Temidy.

## Charakterystyka fizyczna
Orthosie jest jednym z najmniejszych księżyców Jowisza, jego średnicę ocenia się na około 2 km. Średnia gęstość tego ciała to ok. 2,6 g/cm3, składa się ono głównie z krzemianów. Powierzchnia księżyca jest bardzo ciemna – jego albedo wynosi zaledwie 0,04. Z Ziemi można go zaobserwować jako obiekt o jasności wizualnej co najwyżej 23,1 magnitudo.
Orthosie obiega Jowisza ruchem wstecznym, czyli w kierunku przeciwnym do obrotu planety wokół własnej osi. Satelita należy do grupy Ananke.